# Schizidium tinum
Schizidium tinum är en kräftdjursart som beskrevs av Sfenthourakis 1995. Schizidium tinum ingår i släktet Schizidium och familjen klotgråsuggor. Inga underarter finns listade i Catalogue of Life.